# Alessandro Romeo
Alessandro Romeo (Roma, 19 gennaio 1987) è un calciatore italiano, di ruolo attaccante.

## Carriera
Cresciuto nelle formazioni giovanili della Sampdoria, esordisce in Serie A il 21 aprile 2007 nella partita Sampdoria-Messina 3-1; giocando dal primo minuto a fianco di Fabio Bazzani e venendo sostituito al 59º da Gennaro Delvecchio. In totale gioca 4 partite della Serie A 2006-2007.
Il 19 maggio 2007 gioca la finale del Campionato Primavera 2006-2007 contro l'Inter, partita terminata 1-0 per i neroazzurri.
Nell'estate del 2007 viene ceduto in prestito al Legnano in Serie C1, con la squadra lombarda gioca 12 partite e mette a segno 4 gol.
Nel luglio 2008 viene rinnovato il prestito al Legnano; in questa sua seconda stagione Romeo gioca solo 8 partite con i Lilla fino a che il 29 gennaio 2009 viene ceduto in comproprietà alla Cavese, dove gioca 12 partite con 1 gol.
Nel giugno 2009 viene riscattato dalla Samp che lo cede nuovamente in comproprietà questa volta all'Ascoli in Serie B.
Con la squadra marchigiana esordisce il 9 agosto in Coppa Italia nella partita Ascoli-Crotone 3-1, mettendo a segno una doppietta.
L'esordio in Serie B è datato 21 agosto 2009 in Ascoli-Gallipoli 1-1, dove segna il gol del pareggio. Il 13 settembre 2009 si infortuna gravemente ed è costretto a saltare il resto della stagione. Per questo conclude la sua prima stagione in bianconero con sole 5 presenze e 2 gol.
La stagione seguente ripresosi dall'infortunio resta nelle Marche dove gioca 16 partite mettendo a segno 3 gol.
Il 24 giugno 2011 viene riscattata la seconda metà del cartellino dalla Sampdoria, ma il 16 luglio 2011 viene ceduto in prestito all'Ascoli dove gioca 16 partite con 1 gol della Serie B 2011-2012.
Il 1º luglio 2012 torna alla Sampdoria alla fine del prestito.
Il 24 agosto 2012 rescinde il contratto con i doriani e ne stipula uno nuovo con il Trapani, squadra militante in Lega Pro Prima Divisione. Il 17 ottobre in occasione della gara di Coppa Italia Lega Pro disputatasi a Castelvetrano contro il Catanzaro sigla il suo primo gol in maglia granata.
Il 30 agosto 2013 il giocatore passa in prestito all'Esperia Viareggio.
Segna il primo gol in questa squadra il 15 dicembre 2013 contro il Benevento, gara terminata 2-1 per i bianconeri.
Il 7 luglio 2014 il giocatore passa alla Pistoiese, allenata da Cristiano Lucarelli, dove colleziona 25 presenze e 6 gol.

Il 1º settembre 2015 firma un contratto con la Viterbese di Piero Camilli in Serie D; dopo pochi mesi cambia squadra, passando al Nardò, militante nel girone H.
Nel 2016 passa al Monterotondo.

## Palmarès

### Club

#### Competizioni nazionali
- Lega Pro Prima Divisione: 1

Trapani: 2012-2013